# Juchym Mychajliw

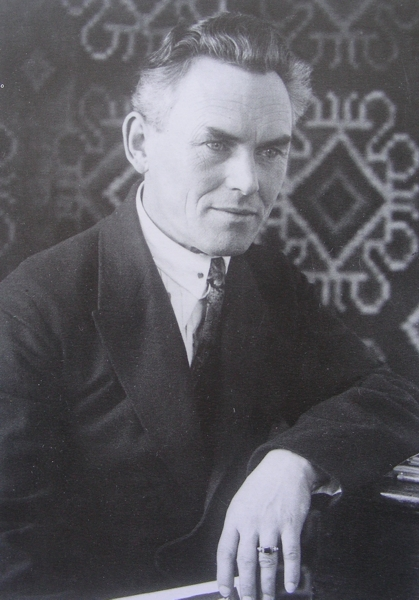
Juchym Mychajliw (1935)

Juchym Spyrydonowytsch Mychajliw (ukrainisch Юхим Спиридонович Михайлів, englisch Yukhym Mykhailiv; * 27. September 1885 in Oleschky (heute Oblast Cherson); † 15. Juli 1935 in Kotlas, Sowjetunion) war ein ukrainischer Maler des Symbolismus, Dichter und Kunstwissenschaftler, sowie Vertreter der hingerichteten Wiedergeburt.

## Leben und Wirken

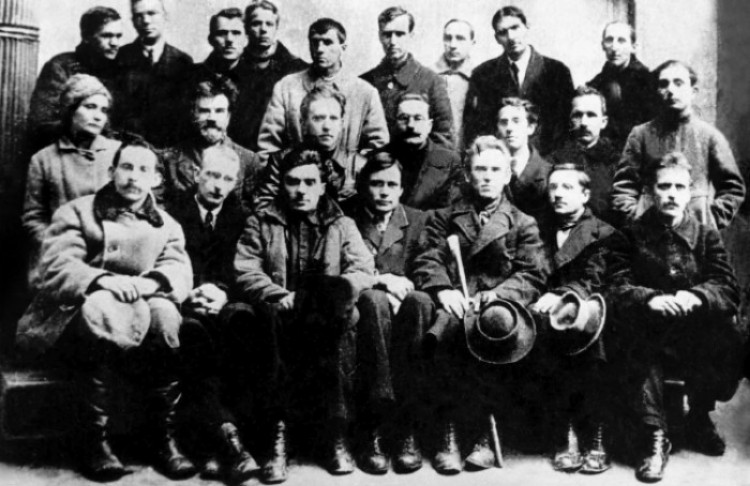
Charkiwer und Kiewer Künstler, 1923. Von links nach rechts. Erste Reihe: Maksym Rylskyj, Jurij Meschenko, Mykola Chwylowyj, Majk Johansen, Juchym Mychajliw, Mychajlo Werykiwskyj, Pylyp Kosyzkyj. Zweite Reihe: Natalja Romanowytsch, Mychajlo Mohyljanskyj, Wassyl Ellan-Blakytnyj, Serhij Pylypenko, Pawlo Tytschyna, Pawlo Fylypowytsch. Dritte Reihe: Dmytro Sahul, Mykola Serow, Mychajlo Draj-Chmara, Hryhorij Kossynka, Wolodymyr Sosjura, Teodosij Osmatschka, Wolodymyr Korjak, Mychajlo Iwtschenko

Juchym Mychajliw wurde in Oleschky als Sohn eines Schiffbauers geboren. Sein künstlerisches Talent wurde früh erkannt, sodass ihm das Chersoner Semstwo ein Stipendium gewährte und ihn zur Ausbildung nach Moskau entsandte. Nach dem Abschluss seines Kunststudiums im Jahr 1910 leistete Mychajliw seinen Militärdienst in Katerynoslaw (heute Dnipro). Dort arbeitete er unter der Leitung von Dmytro Jawornyzkyj am Altertumsmuseum und widmete sich der Erforschung der ukrainischen Volkskunst. Ab 1912 illustrierte er Bücher und verfasste Gedichte, die in den Zeitschriften Dniprovi chwili (Wellen des Dnipro) und Ridnyj krai (Heimatland) erschienen; zugleich war er auch im Bereich der Volkskeramik und Weberei tätig.
Anfang 1914 heiratete Mychajliw Hanna Nikitina. Im selben Jahr wurde er an die Front des Ersten Weltkriegs eingezogen und schwer verwundet. Nach dem Untergang des Russischen Kaiserreichs übersiedelte er mit seiner Familie nach Kiew, wo er am Ersten Ukrainischen Gymnasium Zeichenunterricht gab. Seine Werke wurden auf Kunstausstellungen gezeigt und seine Gedichte veröffentlicht. Er nahm am II Allukrainische Militärkongress in Kiew teil und arbeitete im Kunstdepartement der Zentralna Rada. 1918–1919 unterrichtete er an der Kunst- und Gewerbeschule in Myrhorod.
1919 kehrte er nach Kiew zurück. Er war in einer Reihe von Organisationen aktiv, darunter als Vorsitzenden der Kiewer Sektion der Vereinigung der Künstler des Roten Ukraine, als Mitglied des Kunstrats der Kunstakademie sowie als Mitglied des Kollegiums der Allukrainischen Kunstabteilung des Volkskommissariats für Bildung. Ab 1920 lehrte am Drahomanow-Institut für Volksbildung (heute Universität Kiew). 1921 übernahm er den Vorsitz der Leontowytsch-Musikgesellschaft, der unter anderem Hnat Chotkewytsch, Les Kurbas, Borys Ljatoschynskyj angehörten.
Mychajliw schuf über 300 Werke, die in einer mystisch-poetischen Bildsprache Visionen der nationalen Wiedergeburt, der ukrainischen Vergangenheit sowie von Leben und Tod zum Ausdruck bringen. Dabei malte er vorwiegend Landschaften, Stillleben und symbolisch-philosophische Kompositionen, überwiegend in Pastelltechnik. Zudem veröffentlichte er zahlreiche Beiträge zur ukrainischen Kultur und zu Künstlern wie Heorhij Narbut, Oleksandr Muraschko und Mychajlo Schuk.
1934 wurde Mychajliw vom NKWD verhaftet und nach Kotlas verbannt, wo er 1935 verstarb. Seine Frau und seine Tochter sicherten einen Teil seiner Werke, brachten diese während des Zweiten Weltkriegs nach Deutschland und später in die USA.